# Herford
Herford je historické město v německé spolkové zemi Severní Porýní-Vestfálsko. Je největším městem a správním centrem zemského okresu Herford ve vládním obvodu Detmold. Nachází se v rozsáhlé přírodní oblasti Ravensberger Mulde ve východním Vestfálsku přibližně 15 km severovýchodně od Bielefeldu a asi 46 km východně od Osnabrücku. Herford je situován v polovině cesty mezi Dortmundem a dolnosaským Hannoverem. Leží také na železniční trati Hamm–Minden a prochází kolem něj dálnice A2. Městem protéká řeka Werre, do níž se zde vlévá přítok Aa.
Jedná se o bývalé hanzovní město, které je v současnosti členem sdružení Nová Hanza. V Herfordu sídlí 1. britská obrněná divize, která je součástí britských ozbrojených sil v Německu. V roce 2013 zde žilo přes 65 tisíc obyvatel.

## Historie
Oblast dnešního města byla osídlena již v mladší době kamenné. Podle legendy byl Herford založen v roce 789 Waltgerem v oblasti, kde se nacházely tři statky. Přibližně kolem roku 800 vzniklo ve městě herfordské opatství. Roku 823 se dostal místní klášter pod ochranu panovníka Ludvíka I. Pobožného a ten pravděpodobně roku 833 udělil zdejší osadě tržní, mincovní a celní práva. V 9. století bylo město spjato s působením dynastie Otonů. Vyrůstala zde Matylda z Ringelheimu, manželka východofranského krále Jindřicha I. Ptáčníka. Jeho syn Ota I. Veliký roku 973 potvrdil tržní a celní právo a Herford se stal jedním z nejstarších tržních míst v Německu. Ve středověku se stalo město duchovním a intelektuálním centrem a patřilo k jednomu z nejlépe opevněných měst Německa. V Herfordu vzniklo městské opevnění s pěti městskými branami a 14 věžemi, kolem něhož byl vybudován vodní příkop a jako součást opevnění sloužily také řeky Werre a Aa. Město získalo ve 12. století status svobodného říšského města a Fridrich I. Barbarossa mu přidělil další práva. Roku 1170 zde vznikl obecní zákon, jako vzor sloužilo město Dortmund. Ve 13. století vznikla v Herfordu městská rada a byla schválena městská ústava. Nejstarší zmínky o městské radě pocházejí z období kolem roku 1220. Od roku 1342 až do 17. století byl Herford hanzovním městem. Podle městské kroniky existovala ve městě v roce 1375 řada spolků a cechů. Od roku 1530 procházelo město reformací, křesťanské opatství zde však zůstalo do roku 1565[zdroj?]. Během třicetileté války byl Herford několikrát obléhán a roku 1638 poničil velkou část města rozsáhlý požár. Roku 1647 bylo město dobyto braniborskými vojáky a ztratilo nezávislost. Po uzavření vestfálského míru se stalo součástí hrabství Ravensberg a tedy i součástí státu Braniborsko-Prusko. Roku 1816 se stal Herford velkým okresním městem a správním centrem nově vzniklého zemského okresu Herford v pruské Provincii Vestfálsko. Roku 1847 byla přes Herford vedena výstavba železnice mezi Kolínem nad Rýnem a Mindenem, která byla roku 1968 elektrifikována. V 19. století s příchodem průmyslové revoluce vzniklo ve městě několik továren, které se zabývaly především textilním průmyslem. Roku 1930 zde vznikla kasárna a od roku 1935 byl Herford posádkovým městem. Během druhé světové války bylo město bombardováno, avšak ve srovnání s jinými městy bylo méně poničeno. Při náletech bylo úplně zničeno asi šest procent zástavby, přibližně sedm procent bylo těžce poškozeno a 40 procent zástavby města bylo poškozeno jen lehce. Po druhé světové válce byla v rámci nového územního plánování srovnána se zemí část historického jádra města, řada historických středověkých budov však zůstala zachována. 25. června 1983 byl v Herfordu založen Vestfálský hanzovní spolek, který sdružuje 48 bývalých hanzovních měst z Vestfálska, Dolního Saska a části Hesenska. 7. května 2005 bylo v Herfordu otevřeno muzeum moderního umění a designu MARTa Herford. Od 8. července 2014 smí město užívat v názvu přívlastek „hanzovní“, protože se stalo součástí sdružení Nová Hanza.

## Partnerská města
- Voiron, Francie (od roku 1965)[2]
- Fredericia, Dánsko (od roku 1972)
- Vodice, Chorvatsko (od roku 1974)
- Hinckley, Anglie, Spojené království (od roku 1987)[3]
- Quedlinburg, Sasko-Anhaltsko, Německo (od roku 1990)
- Quincy, Illinois, Spojené státy americké (od roku 1991)
- Gorzów Wielkopolski, Polsko (od roku 1995)
- Manavgat, Turecko (od roku 2008)

## Galerie

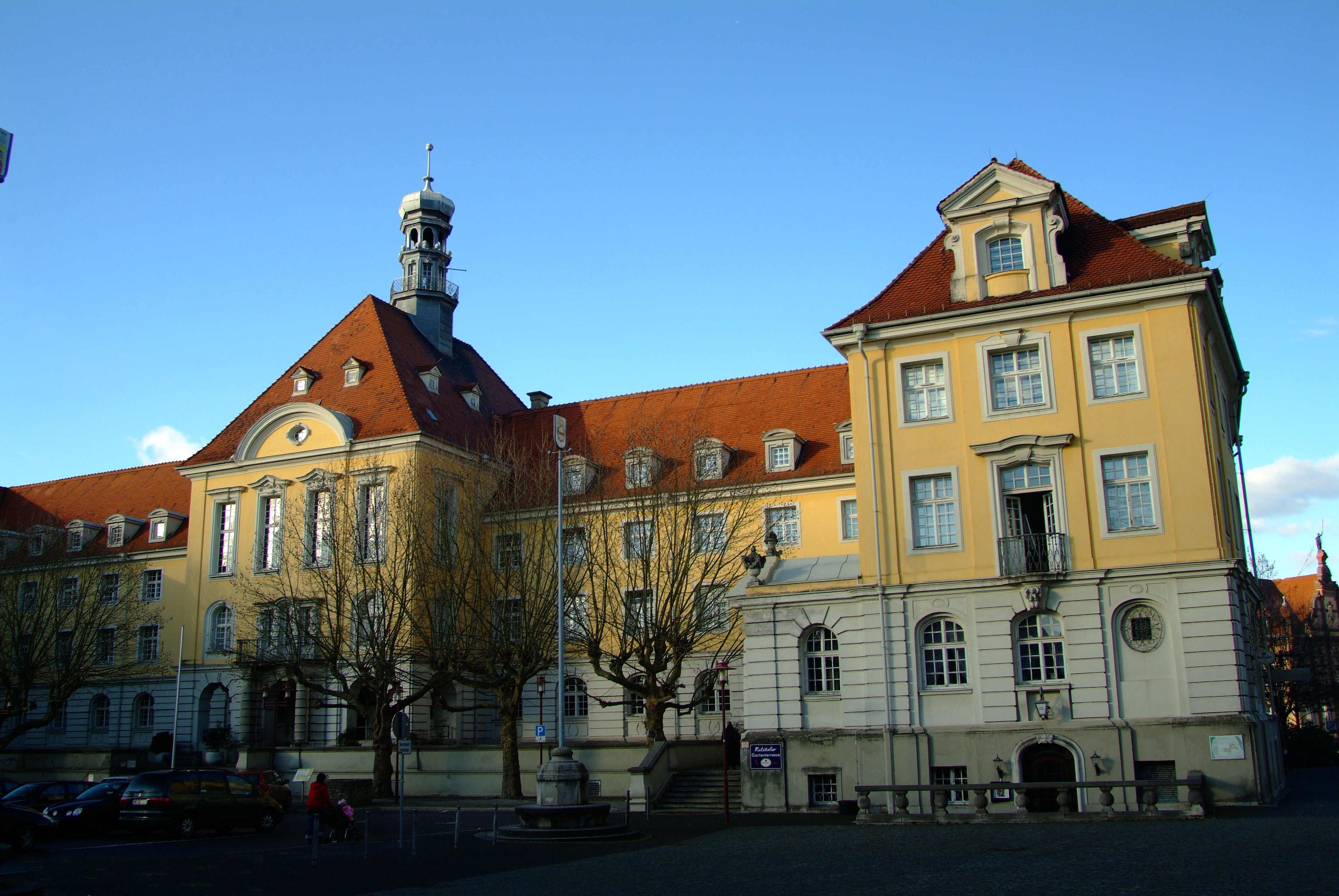
Radnice
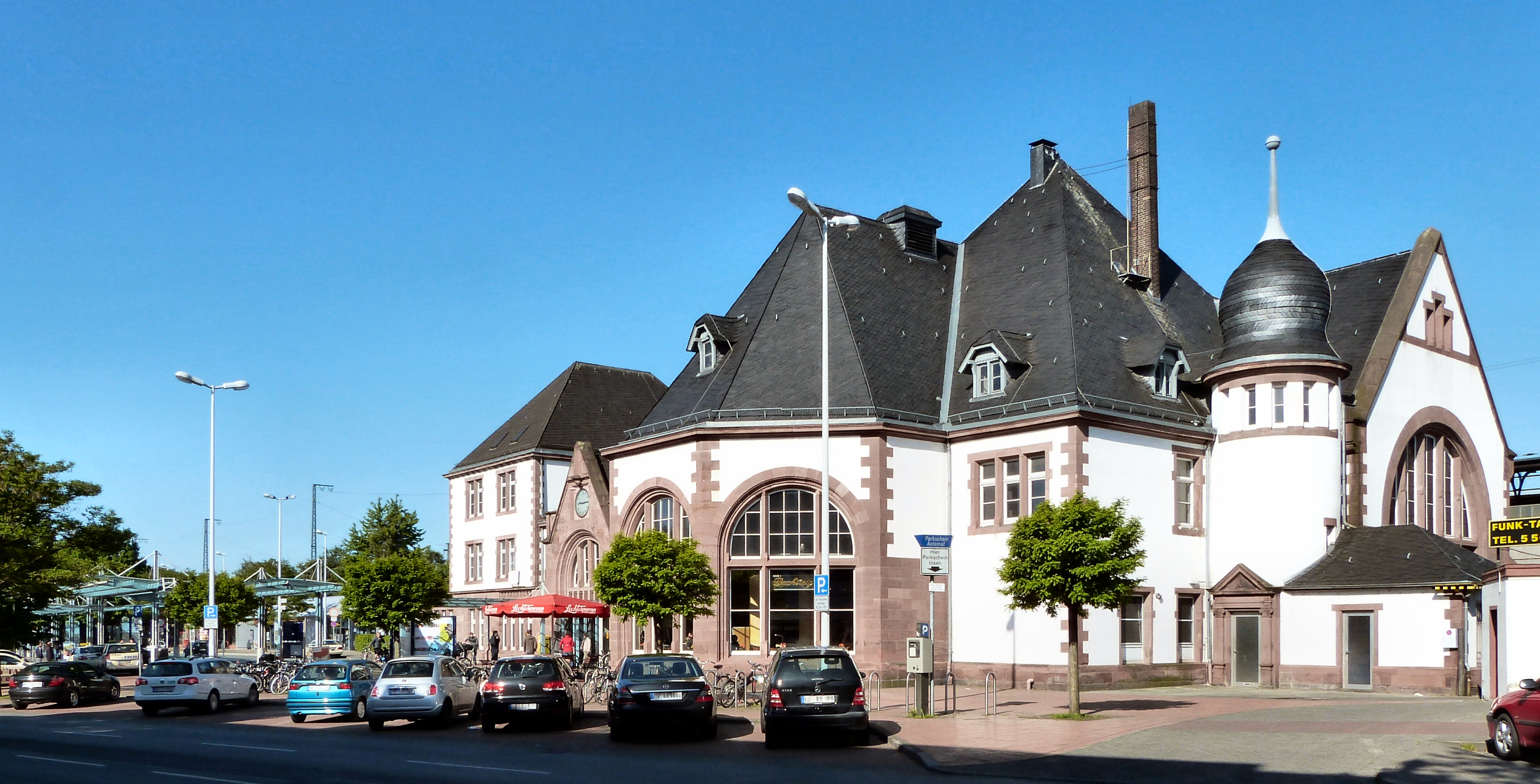
Vlakové nádraží
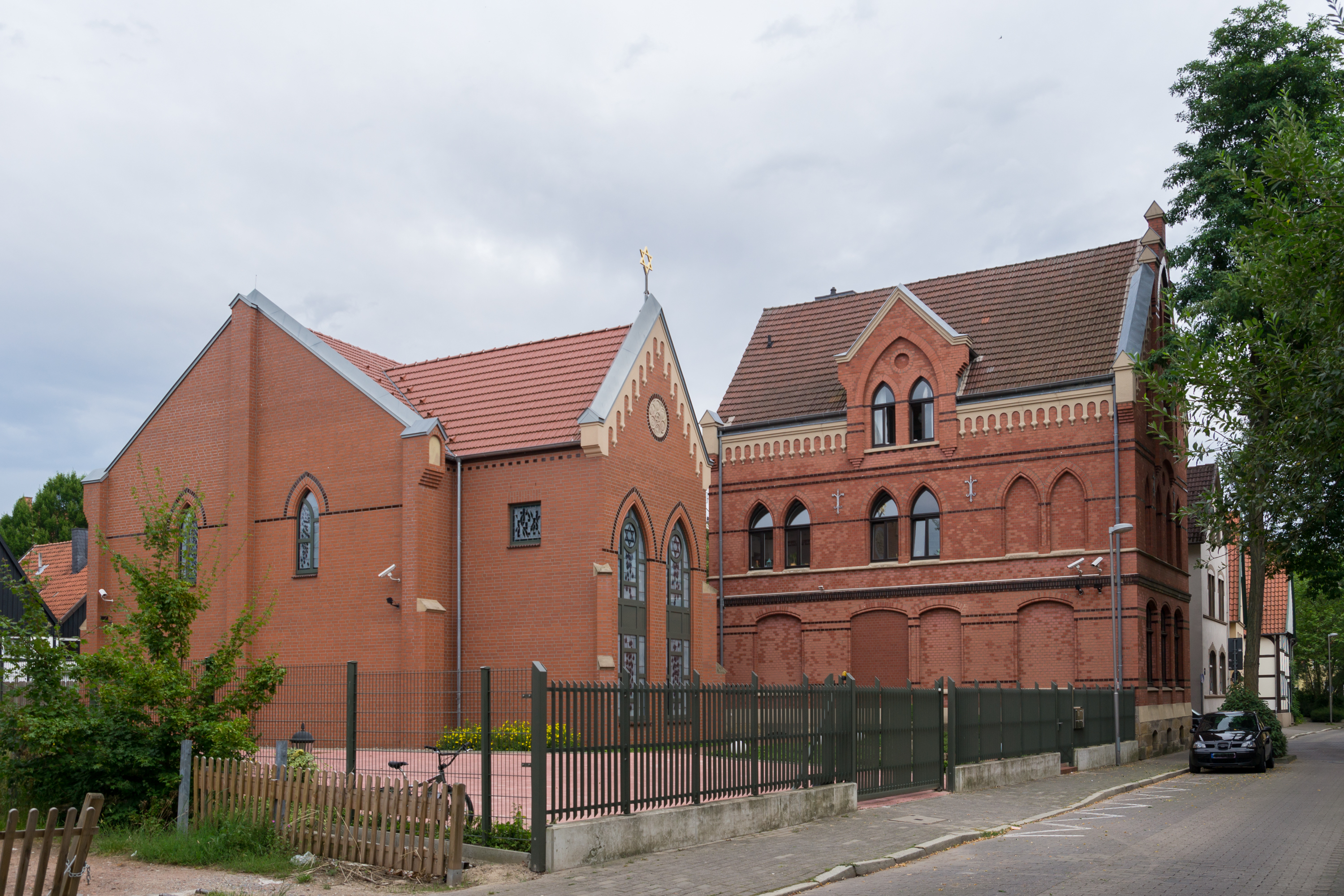
Synagoga
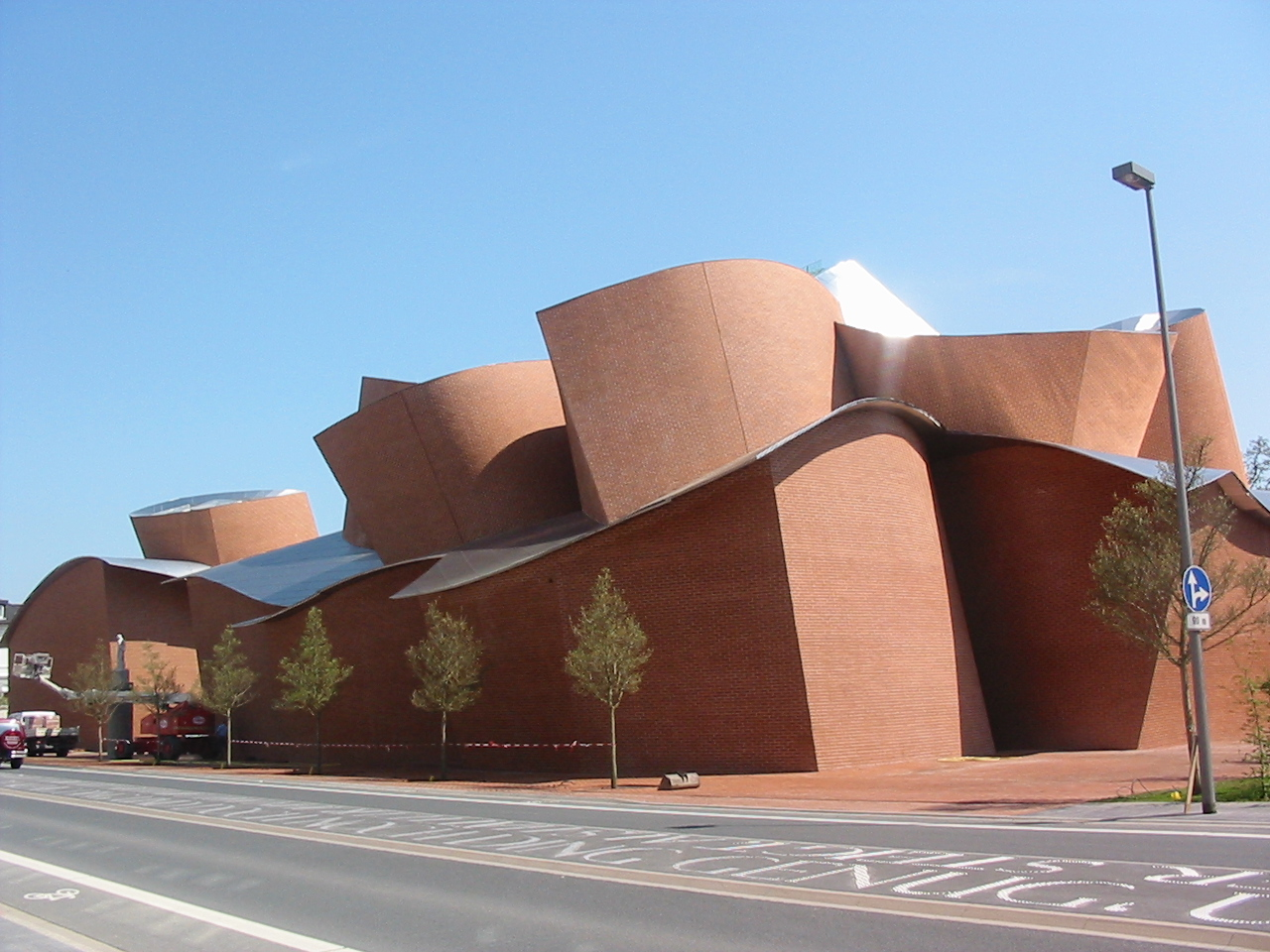
Muzeum MARTa Herford
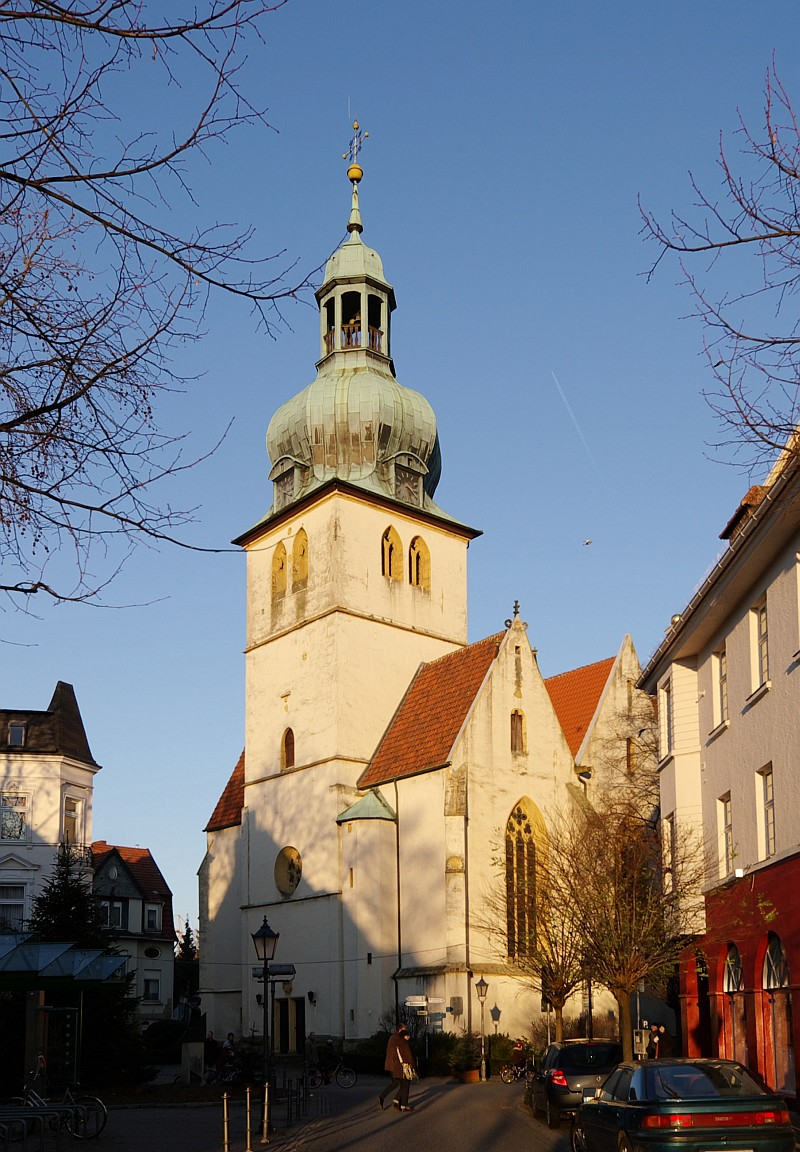
Kostel svatého Jakuba
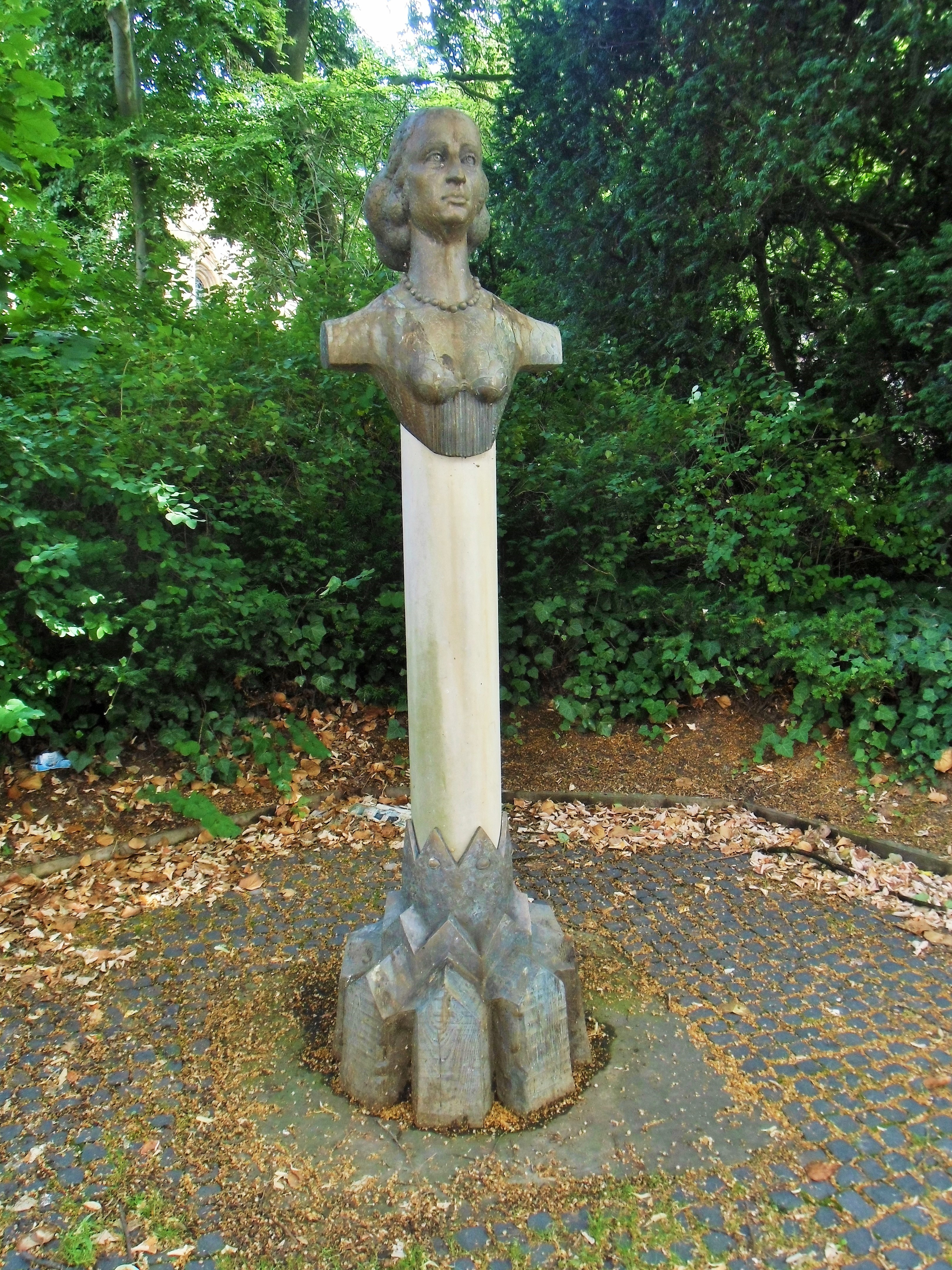
Pomník Alžběty České